# Силва, Бернарду
Берна́рду Мо́та Ве́йга де Карва́лью-и-Си́лва (порт. Bernardo Mota Veiga de Carvalho e Silva, португальское произношение: [bɨɾˈnaɾdu ˈsiɫvɐ]; род. 10 августа 1994 года в Лиссабоне, Португалия) — португальский футболист, полузащитник и капитан клуба «Манчестер Сити». Игрок сборной Португалии. Участник двух чемпионатов мира (2018 и 2022) и двух чемпионатов Европы (2020 и 2024).

## Биография
Бернарду родился в Лиссабоне в футбольной семье. Его родители болели за разные клубы. Вся сторона мамы поддерживала «Спортинг», а родственники отца — «Бенфику». Бернарду тоже болел за «Бенфику», а его кумиром был Руй Кошта — он во всем пытался ему подражать. В возрасте 6 лет Бернарду пригласили тренироваться в детскую команду «Бенфики», однако родители не могли позволить такое дорогое обучение. Также тренировочная площадка находилась далеко от дома, а Силва был еще слишком мал. Он год уговаривал родителей отпустить его в академию. На седьмой день рождения 10 августа 2001 года Бернарду распаковывал подарки и увидел открытку, подаренную отцом. На ней было изображение его любимой команды с надписью: «С днем рождения, ты едешь играть в «Бенфику». Дедушка согласился взять на себя все расходы по обучению внука в детской академии.

## Клубная карьера

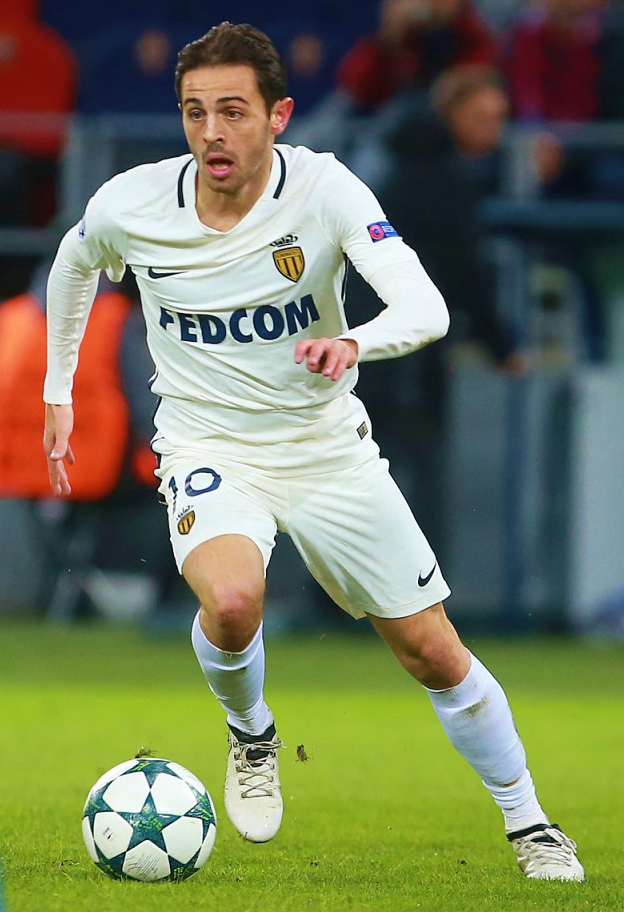
Силва в составе «Монако»

В академии он провёл 12 лет, последовательно играя в подготовительных группах, а потом за молодёжку и вторую команду (38 матчей и 7 голов). 10 мая 2014 года в матче против «Порту» он дебютировал в Сагриш лиге. В первом же сезоне Силва стал чемпионом страны, а также обладателем Кубка Португалии. Хотя его вклад в общий успех был минимальным.
Хороший сезон в «Бенфике Б» привлёк внимание скаутов «Монако». Летом 2014 года французы на один сезон арендовали молодого полузащитника — на перспективу. 17 августа в матче против «Бордо» он дебютировал в Лиге 1. 14 декабря в поединке против «Марселя» Силва забил свой первый гол за «Монако». Уже зимой «Монако» выкупил футболиста за 15,8 миллионов евро, подписав с ним полноценный контракт на 4,5 года.
В сезоне 2015/16 Силва был безоговорочным игроком стартового состава. 32 матча, 7 голов и 3 голевые передачи. 10 апреля 2015 года он оформил свой первый дубль в карьере — забив оба мяча в поединке против «Кана» (3:0). Своими голами Силва принёс команде 14 очков (четыре раза они оказывались победными). Но настоящий прорыв в карьере игрока случился в сезоне 2016/17. В 2016 году в матчах Лиги чемпионов против английского «Тоттенхэм Хотспур» и московского ЦСКА Бернарду забил по голу. В 2017 году он помог «Монако» впервые за 17 лет выиграть чемпионат, будучи одним из лидеров команды. Летом 2017 года «Монако» устроил грандиозную распродажу, заработав на своих игроках более 400 миллионов евро.

### «Манчестер Сити»
26 мая 2017 года Силва подписал контракт с «Манчестер Сити» на 5 лет. Сумма трансфера составила 43 млн фунтов стерлингов. Португалец присоединился к английскому клубу 1 июля. В эту же команду перебрался одноклубник португальца Бенджамин Менди. 12 августа в матче против «Брайтон энд Хоув Альбион» он дебютировал в английской Премьер-лиге, заменив во втором тайме Серхио Агуэро. 14 октября в поединке против «Сток Сити» Бернарду забил свой первый гол за «Манчестер Сити». 5 марта 2018 года стал автором единственного гола в матче против «Челси». В сезоне 2017/18 Силва провёл 35 матчей в АПЛ, забил 3 гола и отдал 1 результативную передачу. Выиграл чемпионат Англии и Кубок Лиги.
На старте следующего сезона «Сити» не мог рассчитывать на Давида Сильву. В его отсутствии именно Бернарду стал настоящим лидером «горожан».

## Международная карьера

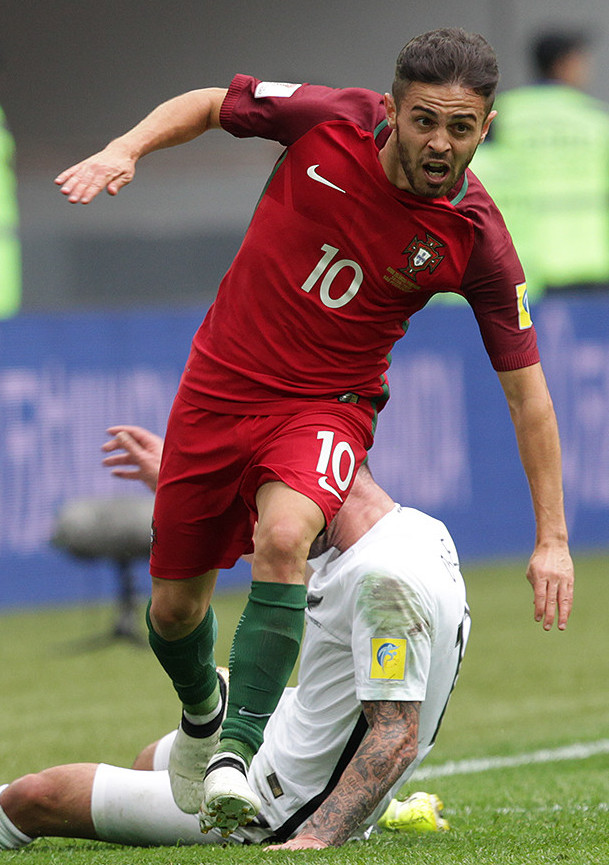
Силва в составе сборной Португалии

В 2013 году Силва в составе сборной Португалии до 19 лет принял участие в юношеском чемпионате Европы в Литве. На турнире он сыграл в матчах против команд Испании, Нидерландов, Литвы и Сербии. В поединке против сербов Бернарду забил гол.
31 марта 2015 года в товарищеском матче против сборной Кабо-Верде Силва дебютировал за сборную Португалии.
В том же году в составе молодёжной сборной Португалии Бернарду завоевал серебряные медали молодёжного чемпионата Европы в Чехии. На турнире он сыграл в матчах против сборных Англии, Италии, Германии и дважды Швеции. В поединке против немцев Силва забил гол.
В 2017 году Силва принял участие в Кубке конфедераций в России. На турнире он сыграл в матчах против команд России, Новой Зеландии и Чили. В поединке против новозеландцев Бернарду забил гол.
В 2018 году Силва принял участие в чемпионате мира в России. На турнире он сыграл в матчах против команд Испании, Марокко, Ирана и Уругвая.
В 2021 году Силва принял участие в чемпионате Европы 2020. На турнире он сыграл в матчах против команд Венгрии, Германии, Франции и Бельгии.
В 2022 году Силва во второй раз принял участие в чемпионате мира в Катаре. На турнире он сыграл в матчах против сборных Швейцарии, Марокко, Ганы, Уругвая и Южной Кореи.

### Голы за сборную Португалии
| #  | Дата            | Место                                            | Противник            | Счёт | Результат | Соревнование                       |
| -- | --------------- | ------------------------------------------------ | -------------------- | ---- | --------- | ---------------------------------- |
| 1  | 1 сентября 2016 | Бесса, Порту, Португалия                         | Гибралтар            | 4:0  | 5:0       | Товарищеский матч                  |
| 2  | 24 июня 2017    | Стадион Санкт-Петербург, Санкт-Петербург, Россия | Новая Зеландия       | 2:0  | 4:0       | Кубок конфедераций 2017            |
| 3  | 11 октября 2018 | Шлёнски, Хожув, Польша                           | Польша               | 3:1  | 3:2       | Лига наций УЕФА 2018/2019          |
| 4  | 7 сентября 2019 | Райко Митич, Белград, Сербия                     | Сербия               | 4:2  | 4:2       | Чемпионат Европы 2020 квалификация |
| 5  | 11 октября 2019 | Жозе Алвеладе, Лиссабон, Португалия              | Люксембург           | 1:0  | 3:0       | Чемпионат Европы 2020 квалификация |
| 6  | 14 ноября 2019  | Алгарве, Фару, Португалия                        | Литва                | 5:0  | 6:0       | Чемпионат Европы 2020 квалификация |
| 7  | 14 октября 2020 | Жозе Алваладе, Лиссабон, Португалия              | Швеция               | 1:0  | 3:0       | Лига наций УЕФА 2020/2021          |
| 8  | 7 сентября 2021 | Бакинский олимпийский стадион, Баку, Азербайджан | Азербайджан          | 0:1  | 0:3       | Чемпионат мира 2022 квалификация   |
| 9  | 23 марта 2023   | Жозе Алваладе, Лиссабон, Португалия              | Лихтенштейн          | 2:0  | 4:0       | Чемпионат Европы 2024 квалификация |
| 10 | 26 марта 2023   | Стад-де-Люксембург, Люксембург                   | Люксембург           | 0:3  | 0:6       | Чемпионат Европы 2024 квалификация |
| 11 | 17 июня 2023    | Эштадиу да Луш, Лиссабон, Португалия             | Босния и Герцеговина | 1:0  | 3:0       | Чемпионат Европы 2024 квалификация |
| 12 | 22 июня 2024    | Сигнал Идуна Парк, Дортмунд, Германия            | Турция               | 0:1  | 0:3       | Чемпионат Европы 2024              |

## Статистика

### Клубная статистика
| Выступление      | Выступление      | Выступление      | Лига | Лига | Кубки | Кубки | Еврокубки | Еврокубки | Итого | Итого |
| Клуб             | Лига             | Сезон            | Игры | Голы | Игры  | Голы  | Игры      | Голы      | Игры  | Голы  |
| ---------------- | ---------------- | ---------------- | ---- | ---- | ----- | ----- | --------- | --------- | ----- | ----- |
| Бенфика          | Лига Сагриш      | 2013/14          | 1    | 0    | 2     | 0     | 0         | 0         | 3     | 0     |
| Бенфика          | Итого            | Итого            | 1    | 0    | 2     | 0     | 0         | 0         | 3     | 0     |
| → Монако         | Лига 1           | 2014/15          | 15   | 2    | 3     | 1     | 3         | 0         | 21    | 3     |
| → Монако         | Итого            | Итого            | 15   | 2    | 3     | 1     | 3         | 0         | 21    | 3     |
| Монако           | Лига 1           | 2014/15          | 17   | 7    | 3     | 0     | 4         | 0         | 24    | 7     |
| Монако           | Лига 1           | 2015/16          | 32   | 7    | 4     | 0     | 8         | 0         | 44    | 7     |
| Монако           | Лига 1           | 2016/17          | 37   | 8    | 6     | 0     | 15        | 3         | 58    | 11    |
| Монако           | Итого            | Итого            | 86   | 22   | 13    | 0     | 27        | 3         | 126   | 25    |
| Манчестер Сити   | Премьер-лига     | 2017/18          | 35   | 6    | 9     | 2     | 9         | 1         | 53    | 9     |
| Манчестер Сити   | Премьер-лига     | 2018/19          | 36   | 7    | 7     | 2     | 8         | 4         | 51    | 13    |
| Манчестер Сити   | Премьер-лига     | 2019/20          | 34   | 6    | 11    | 2     | 7         | 0         | 52    | 8     |
| Манчестер Сити   | Премьер-лига     | 2020/21          | 26   | 2    | 6     | 2     | 13        | 1         | 45    | 5     |
| Манчестер Сити   | Премьер-лига     | 2021/22          | 35   | 8    | 4     | 2     | 11        | 3         | 50    | 13    |
| Манчестер Сити   | Премьер-лига     | 2022/23          | 34   | 4    | 8     | 0     | 13        | 3         | 55    | 7     |
| Манчестер Сити   | Премьер-лига     | 2023/24          | 33   | 6    | 6     | 2     | 10        | 3         | 49    | 11    |
| Манчестер Сити   | Премьер-лига     | 2024/25          | 26   | 2    | 4     | 1     | 9         | 0         | 39    | 3     |
| Манчестер Сити   | Итого            | Итого            | 259  | 41   | 55    | 13    | 80        | 15        | 394   | 69    |
| Всего за карьеру | Всего за карьеру | Всего за карьеру | 361  | 65   | 73    | 14    | 110       | 18        | 544   | 97    |

### Матчи за сборную
| №  | Дата             | Оппонент          | Счёт           | Голы | Соревнование                         |
| -- | ---------------- | ----------------- | -------------- | ---- | ------------------------------------ |
| 1  | 31 марта 2015    | Кабо-Верде        | 0:2            | —    | Товарищеский матч                    |
| 2  | 4 сентября 2015  | Франция           | 0:1            | —    | Товарищеский матч                    |
| 3  | 7 сентября 2015  | Албания           | 1:0            | —    | Отборочные матчи ЧЕ-2016 (группа I)  |
| 4  | 8 октября 2015   | Дания             | 1:0            | —    | Отборочные матчи ЧЕ-2016 (группа I)  |
| 5  | 17 ноября 2015   | Люксембург        | 2:0            | —    | Товарищеский матч                    |
| 6  | 29 марта 2016    | Бельгия           | 2:1            | —    | Товарищеский матч                    |
| 7  | 1 сентября 2016  | Гибралтар         | 5:0            | 1    | Товарищеский матч                    |
| 8  | 6 сентября 2016  | Швейцария         | 0:2            | —    | Отборочные матчи ЧМ-2018 (группа В)  |
| 9  | 7 октября 2016   | Андорра           | 6:0            | —    | Отборочные матчи ЧМ-2018 (группа В)  |
| 10 | 25 марта 2017    | Венгрия           | 3:0            | —    | Отборочные матчи ЧМ-2018 (группа В)  |
| 11 | 28 марта 2017    | Швеция            | 2:3            | —    | Товарищеский матч                    |
| 12 | 3 июня 2017      | Кипр              | 4:0            | —    | Товарищеский матч                    |
| 13 | 21 июня 2017     | Россия            | 1:0            | —    | Кубок конфедераций 2017 (группа А)   |
| 14 | 24 июня 2017     | Новая Зеландия    | 4:0            | 1    | Кубок конфедераций 2017 (группа А)   |
| 15 | 28 июня 2017     | Чили              | 0:0 (0:3 пен.) | —    | Кубок конфедераций 2017 (1/2 финала) |
| 16 | 31 августа 2017  | Фарерские острова | 5:1            | —    | Отборочные матчи ЧМ-2018 (группа В)  |
| 17 | 31 августа 2017  | Венгрия           | 1:0            | —    | Отборочные матчи ЧМ-2018 (группа В)  |
| 18 | 7 октября 2017   | Андорра           | 2:0            | —    | Отборочные матчи ЧМ-2018 (группа В)  |
| 19 | 10 октября 2017  | Швейцария         | 2:0            | —    | Отборочные матчи ЧМ-2018 (группа В)  |
| 20 | 10 ноября 2017   | Саудовская Аравия | 3:0            | —    | Товарищеский матч                    |
| 21 | 14 ноября 2017   | США               | 1:1            | —    | Товарищеский матч                    |
| 22 | 23 марта 2018    | Египет            | 2:1            | —    | Товарищеский матч                    |
| 23 | 28 мая 2018      | Тунис             | 2:2            | —    | Товарищеский матч                    |
| 24 | 2 июня 2018      | Бельгия           | 0:0            | —    | Товарищеский матч                    |
| 25 | 7 июня 2018      | Алжир             | 3:0            | —    | Товарищеский матч                    |
| 26 | 15 июня 2018     | Испания           | 3:3            | —    | Финальные матчи ЧМ-2018 (группа В)   |
| 27 | 20 июня 2018     | Марокко           | 1:0            | —    | Финальные матчи ЧМ-2018 (группа В)   |
| 28 | 25 июня 2018     | Иран              | 1:1            | —    | Финальные матчи ЧМ-2018 (группа В)   |
| 29 | 30 июня 2018     | Уругвай           | 1:2            | —    | Финальные матчи ЧМ-2018 (1/8 финала) |
| 30 | 6 сентября 2018  | Хорватия          | 1:1            | —    | Товарищеский матч                    |
| 31 | 10 сентября 2018 | Италия            | 1:0            | —    | Лига наций (А)                       |
| 32 | 11 октября 2018  | Польша            | 3:2            | 1    | Лига наций (А)                       |
| 33 | 17 ноября 2018   | Италия            | 0:0            | —    | Лига Наций (А)                       |
| 34 | 22 марта 2019    | Украина           | 0:0            | —    | Отбор ЧЕ-2020 (группа В)             |
| 35 | 25 марта 2019    | Сербия            | 1:1            | —    | Отбор ЧЕ-2020 (группа В)             |
| 36 | 5 июня 2019      | Швейцария         | 3:1            | —    | 1/2 финала Лиги наций УЕФА 2018/19   |
| 37 | 9 июня 2019      | Нидерланды        | 1:0            | —    | Финал Лиги наций УЕФА 2018/19        |
| 38 | 7 сентября 2019  | Сербия            | 4:2            | 1    | Отбор ЧЕ-2020 (группа В)             |
| 39 | 10 сентября 2019 | Литва             | 5:1            | —    | Отбор ЧЕ-2020 (группа В)             |
| 40 | 11 октября 2019  | Люксембург        | 3:0            | 1    | Отбор ЧЕ-2020 (группа В)             |
| 41 | 14 октября 2019  | Украина           | 1:2            | —    | Отбор ЧЕ-2020 (группа В)             |
| 42 | 14 ноября 2019   | Литва             | 6:0            | 1    | Отбор ЧЕ-2020 (группа В)             |
| 43 | 17 ноября 2019   | Люксембург        | 2:0            | —    | Отбор ЧЕ-2020 (группа В)             |

Итого: сыграно матчей: 42 / забито голов: 6; победы: 25, ничьи: 10, поражения: 7.

## Достижения

### Командные достижения
«Бенфика»
- Чемпион Португалии: 2013/14
- Обладатель Кубка Португалии: 2013/14
- Обладатель Кубка португальской лиги: 2013/14

«Монако»
- Чемпион Франции: 2016/2017

«Манчестер Сити»
- Чемпион Англии (6): 2017/18, 2018/19, 2020/21, 2021/22, 2022/23, 2023/24
- Обладатель Кубка Англии (2): 2018/19, 2022/23
- Обладатель Кубка Английской Футбольной лиги (4): 2017/18, 2018/19, 2019/20, 2020/21
- Обладатель Суперкубка Англии (3): 2018, 2019, 2024
- Победитель Лиги чемпионов: 2022/23
- Финалист Лиги чемпионов УЕФА: 2020/21
- Обладатель Суперкубка УЕФА: 2023
- Победитель Клубного чемпионата мира: 2023

Сборная Португалии
- Бронзовый призёр Кубка конфедераций: 2017
- Победитель Лиги наций УЕФА (2): 2018/19, 2024/25

### Личные достижения
- Входит в состав символической сборной чемпионата Франции: 2016/17[41]
- Входит в состав команды года по версии PFA: 2018/19[42]
- Обладатель приза Алана Хардекера: 2019
- Входит в состав символической сборной сезона по версии ESM: 2021/22[43]